# Großsteingräber Deymanns Mühle I–IV
Die Großsteingräber Deymanns Mühle I–IV (auch Klein Stavern II–V genannt) sind vier benachbarte stark gestörte neolithische Ganggräber mit den Sprockhoff-Nummern 848–851. Sie entstanden zwischen 3500 und 2800 v. Chr. und sind Megalithanlagen der Trichterbecherkultur (TBK). Neolithische Monumente sind Ausdruck der Kultur und Ideologie neolithischer Gesellschaften. Ihre Entstehung und Funktion gelten als Kennzeichen der sozialen Entwicklung.
Der Name stammt von der in unmittelbarer Nähe sich befindenden Ölmühle der Familie Deymann. 1691 übernahm Geerdt Deymann zusammen mit seiner Frau Anna Conen die Ölmühle.
Sie liegen östlich von Klein Stavern in einem Waldstück kurz vor der Nordradde (Fluss), nördlich der Dorfstraße nach Klein Berßen im Landkreis Emsland in Niedersachsen.

## Deymanns Mühle I, Klein Stavern II
Die westlichste Anlage (Sprockhoff-Nr. 848) besteht aus Resten einer nord-süd-orientierten Kammer. Sehr viele Emsländische Kammern verlaufen in ost-westlicher Richtung, mit dem Zugang an der Südseite. Sieben Tragsteine, davon ein Schlusssteinpaar und ein Deckstein von 3,5 × 2,2 × 1,2 Meter sind erhalten.

## Deymanns Mühle II, Klein Stavern III
Die ungewöhnlich kleine Kammer (drei mal zwei Meter) hat nur zwei Decksteine und ist neben einer Anlage in Werpeloh das kleinste Ganggrab im Emsland (Sprockhoff-Nr. 849). Sie zeigt deutliche Spuren von Zerstörung. Die Decksteine wurden abgewälzt. Der westliche Tragstein wurde umgeworfen und ist mit Reihen von Bohrlöchern versehen. Hier hat man versucht, den Stein mit Keilen zu spalten.

## Deymanns Mühle III, Klein Stavern IV
Sieben Meter weiter liegen die Reste einer etwa sieben Meter langen Kammer (Sprockhoff-Nr. 850), von der  beide Schlusssteine und neun Tragsteine zumeist in situ vorhanden sind. Der einzige Deckstein liegt heute in der Kammer.

## Deymanns Mühle IV, Klein Stavern V
Das bei weitem größte Exemplar ist das östliche (Sprockhoff-Nr. 851), ein „Hünenbett“, von dem allerdings heute die meisten Steine fehlen. „Hünenbetten“ gibt es im Emsland ansonsten nur noch in Sögel (Sprockhoff-Nr. 832) und Groß Berßen (Sprockhoff-Nr. 862). Die etwa 33,0 × 7,0 Meter große Steinsetzung, umgibt eine gut erhaltene mittig gelegene Kammer von etwa 6,0 × 3,0 Meter. Zwei der einst elf Trag- und einer der vier Decksteine fehlen. Ein Bruchstück des vierten Decksteins liegt daneben und weist Bohrlöcher auf. Weitere Steine mit zahlreichen Löchern liegen innerhalb der einstigen Einfassung. Im Westteil der Einfassung kann man die ursprüngliche Erdaufschüttung erahnen.